# Богословское кладбище (Санкт-Петербург)
Богосло́вское кла́дбище — некрополь в Калининском районе Санкт-Петербурга, расположено между Лабораторным и проспектом Мечникова и железнодорожной веткой на участке Кушелевка — Пискарёвка.

## История
Название происходит от располагавшейся на территории кладбища церкви Иоанна Богослова. Первоначально здесь хоронили умерших в военно-сухопутном госпитале.
С первой половины XVIII до середины XIX века кладбище располагалось примерно в 2,5 км южнее современного (в районе так называемого Куликова поля, в месте пересечения современных Арсенальной и Минеральной улиц). В 1788 году оно было закрыто.
Новое кладбище было основано в 1841 году. В 1844 году Синод утвердил проект каменной церкви, но денег на её строительство не нашлось, и в 1853—1854 годах была построена только небольшая двухэтажная часовня. В 1915—1916 годах на кладбище по проекту архитектора В. Н. Боброва была построена новая деревянная трёхпридельная церковь Иоанна Богослова, которая в 1938 году была разграблена и снесена вместе с частью кладбища, так как располагалась «в закрытой зоне военной организации». В октябре 2000 года была торжественно освящена вновь отстроенная деревянная церковь во имя Святого Апостола и Евангелиста Иоанна.
В годы Великой Отечественной войны кладбище стало одним из мест массового захоронения жителей блокадного Ленинграда.
Знаменитый историк-краевед, знаток столичных некрополей Владимир Иванович Саитов (1849—1938), нашёл сведения о примечательных дореволюционных захоронениях на Богословском кладбище и включил туда 39 персоналий, составив справочник (см. фото ниже).
|                                             |                                                                                  |                                                 |                                                 |                                                                                   |
| Основная информация о Богословском кладбище | Примечательные дореволюционные захоронения; составитель Владимир Иванович Саитов | Список дореволюционных захоронений; продолжение | Список дореволюционных захоронений; продолжение | Список погибших 28 февраля 1875 года во время взрыва в артиллерийской лаборатории |

## Похороненные на кладбище
См. категорию Похороненные на Богословском кладбище
- Бианки, Виталий Валентинович — писатель
- Бонч-Бруевич, Михаил Александрович — инженер-электротехник
- Верейский, Георгий Семёнович — художник
- Власов, Иван Павлович — Герой Советского Союза
- Высоцкий, Кузьма Демидович — Герой Советского Союза
- Гальба, Владимир Александрович — художник
- Герман, Юрий Павлович (уч. 59) — писатель
- Гирголав, Семён Семёнович — медик
- Глухаченков, Иван Кузьмич — революционер
- Гореленко, Филипп Данилович — Герой Советского Союза
- Горшенёв, Михаил Юрьевич — основатель и вокалист панк-рок группы «Король и Шут», композитор, поэт, актёр театра.
- Дыскин, Ефим Анатольевич — Герой Советского Союза, медик
- Жуков, Илья Ильич — революционер
- Зальцман, Исаак Моисеевич — нарком танковой промышленности в 1942—1943 гг., директор Кировского и Челябинского тракторного («Танкоград») заводов, Герой Социалистического труда, генерал-майор
- Клемент, Лидия Ричардовна (1937—1964) — советская эстрадная певица
- Кондратьев, Александр Александрович — революционер
- Крепс, Евгений Михайлович — учёный-физиолог
- Лазуркина, Дора Абрамовна — революционер
- Лебедев, Алексей Борисович — инженер-электротехник
- Липатов, Тимофей Иванович — революционер
- Маринеско, Александр Иванович (3 уч.) — Герой Советского Союза
- Молев, Михаил Иванович (1891—1952) — советский военачальник, генерал-лейтенант.
- Мравинский, Евгений Александрович — дирижёр
- Николаенко, Евгений Макарович — Герой Советского Союза
- Оппель, Владимир Андреевич — медик
- Орбели, Иосиф Абгарович — учёный-востоковед
- Орбели, Леон Абгарович — учёный-физиолог
- Парсегов, Михаил Артемьевич — Герой Советского Союза
- Сазонов, Николай Петрович — Герой Советского Союза
- Симонов, Василий Львович — скульптор, воссоздавший погибшую во время войны статую «Самсона» для главного фонтана дворцово-паркового ансамбля «Петергоф» в Петродворце
- Симоняк, Николай Павлович — Герой Советского Союза
- Успенский, Лев Васильевич — писатель
- Цой, Виктор Робертович (18 уч.) — основатель и вокалист рок группы «Кино»[1].
- Чарушин, Евгений Иванович — писатель
- Шателен, Михаил Андреевич — инженер-электротехник
- Шварц, Евгений Львович — писатель
- Шевкуненко, Виктор Николаевич — медик
- Шор, Виктор Абрамович — астроном
- Якобсон, Леонид Вениаминович — балетмейстер

## Галерея
- Лидия Клемент
(1937—1964)
- Кирилл Лавров
(1925—2007)
- Юрий Герман
(1910—1967)
- Иосиф Орбели
(1887—1961)
- Леон Орбели
(1882—1958)
- Александр Прокофьев
(1900—1971)
- Евгений Шварц
(1896—1958)
- Виктор Цой
(1962—1990)
- Михаил Горшенёв
(1973—2013)